# Franz Rummel
Franz Rummel (Londres, 11 de gener de 1853 – Berlín, 2 de maig de 1901) fou un pianista nascut a Anglaterra d'origen alemany.
Va ser deixeble de Brassin al Conservatori de Brussel·les, i després per consell de Rubinstein, es dedicà a la carrera de concertista. Va ser professor dels Conservatoris de Brussel·les i l'Stern de Berlín. Es va casar amb una filla de l'inventor del telègraf Samuel Morse; un dels seus fills, Walter, era també un pianista molt conegut.